# Perica Ognjenović
Perica Ognjenović - em sérvio, Перица Огњеновић (Smederevska Palanka, 24 de fevereiro de 1977) é um ex-futebolista e treinador de futebol sérvio, que atuava como atacante. Atualmente comanda o Rudar Prijedor

## Carreira em clubes
Revelado pelo Mladost Smederevska Palanka (equipe de sua cidade natal), jogou também pelo Estrela Vermelha antes de ser contratado pelo Real Madrid em janeiro de 1999. As negociações entre o agente de Ognjenović e o então presidente dos Merengues, Lorenzo Sanz, foram longas, uma vez que o time espanhol tinha vários atacantes em seu elenco e teve que emprestar o camaronês Samuel Eto'o (então com 17 anos) para o Espanyol. A contratação foi finalizada poucas horas antes do fechamento da janela de transferências, e o atacante atuaria ao lado de seu companheiro de seleção Predrag Mijatović. Em 2 temporadas na capital espanhola, Ognjenović disputaria 30 jogos oficiais (somando todas as competições) e marcou apenas um gol, pela Copa del Rey de 1999–00. 
Defendeu ainda Kaiserslautern, Dalian Shide, Dínamo de Kiev (alternou entre os times principal e reserva), Angers, Selangor, Ergotelis e Kallithea antes de voltar a seu país em 2009, encerrando a carreira no Jagodina em 2011, aos 34 anos.

## Carreira internacional
Ognjenović integrou a Seleção Iugoslava de Futebol na Copa do Mundo FIFA de 1998, tendo atuado apenas na primeira fase, saindo do banco de reservas nas 3 partidas da equipe, que foi eliminada nas oitavas-de-final.

## Pós-aposentadoria
4 anos após deixar os gramados, Ognjenović voltou ao futebol como técnico das categorias de base do Estrela Vermelha entre 2015 e 2016. Comandou ainda as seleções de base da Sérvia (2017 a 2018), além de ter comandado Zvijezda 09, Metalist Kharkiv (neste último, trabalhava como auxiliar-técnico antes de assumir de forma interina), assumindo o comando técnico do Rudar Prijedor (equipe da Premijer Liga bósnia) em junho de 2025.

## Títulos
Estrela Vermelha
- Campeonato Iugoslavo: 1994–95
- Copa da Iugoslávia: 1994–95, 1995–96, 1996–97

Real Madrid
- La Liga: 2000–01
- Supercopa da Espanha: 2001
- Liga dos Campeões da UEFA: 1999–2000

Dínamo de Kiev
- Campeonato Ucraniano: 2003–04
- Copa da Ucrânia: 2004–05